# Остоя (герб)
Остоя (Ostoja) — герб более 200 шляхетских родов Польши, Литвы, Украины, Белоруссии, России.
Самая старая печать с гербом «Остоя» датируется 1358 годом.
Первое упоминание «Остоя» в судебных документах датируется 1388 годом.
Герб был распространен на Руси, а также в землях Люблинской, Ленчицкой, Познанской, Сандомирской и Серадзкой.

## Описание герба
В поле червлёном два полумесяца золотых, обращённых рогами один влево, другой вправо; а меж ними остриём вниз меч, крыж которого имеет вид креста. Над шлемом пять страусовых пера.
Когда вместо меча сверху и снизу полумесяцев полагается по звезде, то герб называется Орда.

## История рыцарского герба Остоя
Рыцарский герб Остоя является древнейшим рыцарским гербом в Польше.
История герба Остоя восходит к 1069 г., когда король Польши Болеслав II Смелый (правил с 1058 по 1080 гг.) за храбрость и преданность удостоил полковника Остоя дворянского титула и освободил его и его детей от всех податей и налогов. Этой чести рыцарь Остоя был удостоен за атаку, окружение и уничтожение малыми силами лагеря мятежников, во время похода на Киев, который Болеслав II Смелый предпринял по просьбе киевского князя Изяслава Ярославовича (второго сына Ярослава Мудрого) с целью вернуть тому власть, которую князь Изяслав потерял в результате восстания заговорщиков (1068 г.) во главе с князем Всеславом Полоцким. Эта просьба была выполнена и в 1070 г. князь Изяслав вновь занял Киевский престол. К этому же времени относится и первое упоминание о гербе «Остоя».

## Легенда герба «Ostoja» в Польско-Литовском изложении
Во время короля Болеслава Смелого (1056 — 1078 г.) жил рыцарь Остоя. Когда неприятель вторгся в пределы Польши, рыцарь Остоя во главе небольшого отряда вышел ему навстречу. Взяв языка и получив сведения о врагах, Остоя с отрядом ночью незаметно подошел к вражескому лагерю. Часть врагов перебил, а часть взял в плен. Один из пленных присягнул Остоя, что поможет ему одержать еще большую победу. Остоя даровал ему свободу, а пленник пришел в лагерь и не говоря о своём пленении, посоветовал своему командиру послать на место убитых еще более многочисленную стражу. Соединившись с подкреплением, Остоя ударил ночью по вражескому лагерю и вновь разбил неприятеля. Король за это одарил Остоя имениями и гербом в память о его подвигах, когда только месяц светил (ночью). Свободу и тот же герб получил и пленник. 

## Исторические имена в документах
- Остник — дружинник рязанский в 1178 г.[2];
- Остоя Мирослав — Каштелян Сандомежа в 1270 г.;
- Остей Александр Андреевич — боярин Дмитрия Донского, упомянут, как воевода руководивший отрядом при Куликовской битве в1380 г.:
- Остей — бек Астей на службе у артанцев (литовцев), который на Куликовской битве убил видного бека Мохаммеда;
- Остой Христинг — король Сербский в 1397 г.;
- Остой — дядя эмира Мамая[3];
- Астоя Джир-Кутлу — бек хана Джанибека (1342-1357 г.);[4]
- Остей — Ольгердов внук. Руководил обороной Москвы при нашествии хана Тохтамыша в 1382 году;
- Остоя Стефан — король Боснии в 1398—1404 и 1409 — 1418 г.г.

## Известные носители герба
- Лунин, Михаил Сергеевич — подполковник лейб-гвардии Гродненского гусарского полка, декабрист.
- Остойя-Сульницкий, Юзеф — польский драматург, переводчик, сценарист, режиссёр, журналист.
- Рыльский, Христофор Фёдорович — русский военный деятель XVII века, полковник гусарского строя, воевода.
- Слушка, Юзеф Богуслав — польный гетман литовский, каштелян виленский.
- Чехович Зыгмунт Бернардович — один из руководителей восстания 1863—1864 в Северо-Западном крае.
- Чехович Густав Ромуальдович — поручик русской армии, командир повстанческого отряда в 1863—1864 гг. в Свенцянском уезде.
- Чеховичи, Леон и Густав — командиры повстанческих отрядов во время Восстания Калиновского на Мядельщине
- Заярский Александр Леонидович - капитан вооруженных сил Украины , командир взвода , 24-я отдельная механизированная бригада имени короля Даниила. 2022-2023. Бои́ за Бахму́т — боевые действия в 2022—2023 годах за город Бахмут Донецкой области Украины.

## Шляхетские роды герба Остоя
Анциперовичи (Ancyperowicz), Анципоковичи (Ancypokowicz), Бадуские (Baduski), Балицкие (Balicki), Балинские (Balinski), Банчельские (Banczelski), Баньцовские (Bancowski), Баньковские (Банковские, Bankowski), Баранкевичи (Barankiewicz), Барановские (Baranowski), Бардецкие (Bardecki), Бардовские (Bardowski), Бартковские (Bartkowski), Бартошевские (Bartoszewski), Бартошовские (Bartoszowski, Bartoszewski), Бондковские (Badkowski), Бондуские (Baduski), Бонтковские (Batkowski), Бенчельские (Benczelski, Beczelski), Бернатовичи (Bernatowicz), Бембновские (Bebnowski), Бентковские (Betkowski), Бель (Biel, Byjel), Бельские (Bielski), Бестржецкие (Biestrzecki), Блиновские (Blinoski, Blinowski), Блоцишевские (Blociszewski), Блогенковские (Blogienkowski), Боциан (Bocian), Богуславские (Boguslawski, Boguslawski Scibor z Boguslawic), Боратынские (Boratynski), Броковские (Brokowski), Броневские (Broniowski), Бржозовские (Brzozowski), Буковские (Bukowski), Бушовские (Buszowski), Бзовские (Bzowski), Хелмовские (Chelmowski), Хелмские (Chelmski, Chelmski z Chelma), Хлюские (Chluski), Ходковские (Chodkowski), Ходорковские (Chodorkowski, Chodorkowski Rahodoszczanin), Ходзинские (Chodzinski) Хотковские (Chotkowski), Храпек (Chrapek), Хронстовские (Chrastowski), Хросцицкие (Chroscicki), Хростецкие (Chrostecki), Хростовские (Chrostowski), Хржонстовские (Chrzastowski), Худзицкие (Chudzicki), Худзинские (Chudzinski), Хижевские (Chyzewski), Хижинские (Chyzynski), Чапевские (Czapiewski), бароны и дворяне Чеховичи (Ч.-Лаховские, Czechowicz, Czechowicz-Lachowski), Чечоты (Czeczot, Cacot, Czeczott), Черниковские (Czernikowski), Данелевичи (Danielewicz, Danielowicz, Denielowicz), Данилевичи (Danilewicz), Даровские (Daroski, Darowski), Дмосицкие (Dmosicki), Дмошинские (Dmoszynski), Добромирские (Dobromirski), Доковские (Dokowski), Домарацкие (Domaracki), Домарадские (Domaradzki), Домосицкие (Domosicki), Дрелинг (Dreling), Дубаневские (Dubaniewski), Дубиковские (Dubikowski), Дубковские (Dubkowski), Душевские, Дутковские (Dutkowski), Дзенчинские (Dzieczynski), Дзивлевские (Dziwlowski), Финк (Финке, Finck, Finek, Fincke v. Finkenthal), Финкенталь (Finkenthal), Гаевские (Gajewski), Гавловские (Gawlowski), Глембоцкие (Glebocki), Глевские (Glewski), Глиндзичи, Глокманы (Glokman), Глогинские (Gloginski), Гловацкие (Glowacki), Гловчевские (Glowczewski), Гнядые (Gniady), Годзишевские (Godziszewski), Гралевские (Gralewski), Гудвиловичи (Gudwilowicz) (Gudvilovich), Гаврилкевичи (Hawrylkiewicz), Хелчинские (Helczynski), Храбницкие (Hrabnicki), Гребницкие (Hrebnicki), Иловецкие (Ilowiecki), Яклинские (Jaklinski), Яковицкие (Jakowicki), Янишевские (Janiszewski), Ястржембские (Jastrzebski), Ятейко (Jatejko), Яворские (Jaworski), Ержиковские (Jerzykowski), Йотейко (Joteyko, Ioteyko, Jotejko), Качановские (Kaczanowski), Карабчевские (Karabczewski), Карачевские (Karaczewski), Карговские (Kargowski), Карлевичи (Karlewicz), Карлинские (Karlinski, Karlinski de Charlowitz), Карловичи (Karlowicz), Кавечинские (Kaweczynski), Кедровские (Kiedrowski), Кедржинские (Kiedrzynski), Келевские (Kielowski), Клечовские (Kleczowski, Kleczewski), Клембовские (Klebowski), Коморовские (Komorowski), Кончицкие (Konczycki), Кондрацкие (Kondracki, Konradzki), Корабчеевские (Korabczejewski), Косневские (Kosniewski), Костковские (Kostkowski), Котковские (Kotkowski, Kotkowski Scibor), Котновские (Kotnowski), Ковальские (Kowalski), Козак (Kozak), Козневские (Kozniewski),Кочановские (Koczanowski), Креш (Kresz), Креза (Kreza), Кремпские (Krempski, Krepski), Кржельчицкие (Krzelczycki), Кржеленжицкие (Krzelezycki), Кржелевские (Krzelowski), Кржеш (Krzesz), Кржичковские (Krzyczkowski), Крживицкие (Krzywicki), Крживец (Krzywiec, Kryviec), Ксензницкие (Ksiaznicki), Курчи (Kurcz), Куроши (Kurosz), Ленские (Lenski), Леские (Leski), Левановичи (Lewanowicz), Льниские (Lniski), Любоховские (Lubochoski, Lubochowski), Ловецкие (Lowiecki), Малечковские (Maleczkowski), Мархоцкие (Marchocki, Marchocki Scibor), Марховицкие (Marchowicki), Маркевичи (Markiewicz), Марыльские (Marylski), Маш (Masz), Медзвецкие (Miedzwiecki), Метельские (Mietelski), Миклашевские (Miklaszewski), Микорские (Mikorski), Микутовичи (Mikutowicz), Миодушевские (Медушевские, Mioduszewski), Модлишевские (Modliszewski), Модржеевские (Modrzejoski, Modrzejowski), Мокржецкие (Mokrzecki), Моравские (Morawski), Мосальские (Mosalski, Mossalski), Мосцицкие (Moscicki), Мосциши (Moscisz), Мрожек (Mrozek), Нагорчевские (Nagorczewski), Нагорка (Nagorka), Нагорские (Nagorski), Нагурские (Nagurski), Насеровские (Nasierowski), Насс (Nass), Недзвецкие (Niedzwiecki), Нерадские (Nieradzki), Нос (Nos), Нико (Nyko), Охоцкие (Ochocki), Околовичи (Okolowicz, Okolowicz Krzywiec), Олевинские (Olewinski), Оливинские (Oliwinski), Орда (Orda), Ордынские (Ordynski), Осечковские (Осенчковские, Osieczkoski, Osieczkowski), Осташевские (Ostaszewski)-  основатели Клана Остоя (также основатели герба Остоя ), Остои (Ostoia), Остойские (Ostojski), Овсяные (Owsiany), Озембловские (Ozieblowski), Паленцкие (Palecki), Пашкевичи (Paszkiewicz), Пенковские (Pekowski), Пентковские (Petkowski), Пящинские (Piaszczynski), Петржкевичи (Pietrzkiewicz), Пилявские (Pilawski), Плят (Plat), Подгорские (Podgorski), Подвысоцкие (Podwysocki), Покрошинские (Pokroszynski), Политанские (Politanski), Понецкие (Poniecki), Пострумейские (Postrumiejski), Потоцкие (Potocki), Позаржицкие (Pozarzycki), Пржешминские (Przeszminski), Пржибыславские (Przybyslawski), Пулькатыцкие (Pulkatycki), Раценские (Raciaski), Рачко (Raczko), Радговские (Radgowski), Радогорские (Radogorski), Радоговские (Radogoski, Radogowski), Радванские (Radwanski), Райские (Rajski), Рдзавские (Rdzawski), Редеи (Redei), Рекоши (Rekosz), Рексьци (Рекши, Reksz), Рогуские (Roguski), Рокоши (Rokosz), Рошковские (Roszkowski), Рознятовские (Rozniatowski), Рудзицкие (Rudzicki), Рушковские (Ruszkowski), Рыльские (Rylski), Ржеплинские (Rzeplinski), Самборские (Samberski, Samborski), Самороки (Samorok), Сарбские (Sarbski), Сциборы (Scibor), Сциборские (Sciborski), Седзимиры (Сендзимиры, Sedzimir), Седлецкие (Siedlecki), Седликовские (Siedlikowski), Седлиские (Siedliski), Семонские (Siemonski), Серадзкие (Sieradzki), Скорка (Skorka), Скржишевские (Skrzyszewski), Слонские (Slonski), Слупские (Slupski), Слушка (Sluszka), Смушевские (Smuszewski), Собоневские (Soboniowski), Солецкие (Solecki), Сомороки (Somorok), Стахельские (Stachelski), Стахлеры (Stachler) Стахоры (Stachora), Стахорские (Stachorski), Стахурские (Stachurski), Стацкевичи (Stackiewicz), Старжеские (Starzeski), Старжевские (Starzewski), Старжицкие (Starzycki), Сташевские (Staszewski), Стеблецкие (Steblecki), Стебловские (Stebłowski), Стобецкие (Stobiecki), Стоковецкие (Stokowiecki), Стржалки (Strzalka, Strzalko, Strzolka), Стржалковские (Strzalkowski), Стржелецкие (Strzelecki), Сухцицкие (Suchcicki), Сухоцкие (Suchocki), Сухорабские (Suchorabski), Сухоребские (Сухоржембские, Suchorebski, Suchorzembski), Сультцен (Sultzen), Сулоцкие (Sulocki), Сумороки (Sumorok), Сверчинские (Swierczynski), Шарота (Szarota), Шмигловские (Szmiglowski), Шишковские (Szyszkowski), Свирацкие (Swiracki), Сверчинские (Swierczynski), Таргонские (Targonski), Телинские (Telinski), Толкачи (Tolkacz), Томкевичи (Tomkiewicz), Тумиловичи (Tumiłowicz), Тучни (Tucznia), Туркулы (Туркули, Turkul, Turkull), Турзницкие (Turznicki), Ублинские (Ublinski), Улейские (Ulejski), Улеские (Uleski), Униховские (Unichowski, Vnichowski), Устарбовские (Ustarbowski), Вадовские (Wadowski), Василевские (Wasilewski), Верцеховские (Wierciechowski), Воеводка (Wojewodka), Войновские (Wojnowski, Woynowski), Войсицкие (Wojsicki), Вольские (Wolski), Войшики (Woyszyk), Выржек (Wyrzek), Высоцкие (Wysocki, Wosocki), Забела (Zabello, Zabela), Забержовские (Zabierzowski), Забокржицкие (Жабокржицкие, Zabokrycki, Zabokrzycki), Заборовские (Zaborowski), Загурские (Загорские, Zagorski, Zagurski), Загоровские (Zahorowski), Заярские (Zajarski, Zaiarski), Заерские (Zajerski), Закржевские (Zakrzewski), Залеские (Zaleski), Зароговские (Zarogowski), Заштовты, Завадские (Zawadzki), Зборовские (Zborowski), Здановичи (Zdanowicz), Зембедей (Zebedey), Злоцишевские (Zlociszewski), Злощ (Zloszcz), Жаковские (Zakowski), Жегадло (Zegadlo), Жераковские (Zerakowski), Политовские.
Остоя изм.Домогацкие (Domogacki), Финк (Fink), Кублицкие (Kublicki), Льниские (Lniski), Нагурские (Nagorski), Орда (Orda), Покрошинские (Pokroszynski), Посвист (Poswist), Василевские (Wasilewski), Завадские (Zawadzki), Скибинские (Skibinski)
Остоя II изм.Сенгивогиус (Sendivogius).
Остоя и Шалава (Ostoja i Szalawa)Алькевичи (Alkiewicz).